# 蛩螽亚科
蛩螽亚科（学名：Meconematinae），是昆虫纲直翅目螽斯科的一个亚科。

## 分类
根据世界直翅目物种档案在线系统（Orthoptera species file），蛩螽亚科分为以下3族：
- 蛩螽族 Meconematini Burmeister, 1838
- 棘螽族 Phisidini Jin, 1987
- 缨螽族 Phlugidini Eichler, 1938